# Thomas Hemerford
Thomas Hemerford, né à une date inconnue dans le Dorset en Angleterre et mort exécuté le 12 février 1584 à Tyburn, est un prêtre catholique martyr anglais, arrêté et exécuté sous le règne d'Élisabeth Ire.

## Biographie
Issu d'une famille aisée, il reçoit une excellente éducation classique au St. John's and Hart Hall college de l'université d'Oxford. Durant ses études il se convertit à la foi catholique. Se sentant une vocation de prêtre il s'embarque clandestinement pour le continent et est inscrit au collège anglais de Rome. Ordonné en 1583 il repart pour l'Angleterre mais est rapidement découvert. Il est arrêté et envoyé à la prison de Marshalsea. Jugé sommairement il est finalement condamné à mort. Il est exécuté en compagnie de quatre autres prêtres, James Fenn, George Haydock, John Nutter et John Munden.

## Vénération
Reconnu comme un martyr catholique, Thomas Hemerford fut béatifié le 15 décembre 1929 par le pape Pie XI. Vénéré par l'Église catholique, il est fêté le 12 février et est compté dans la liste des cent sept martyrs d'Angleterre et du pays de Galles.